# Dag van de linkshandigen

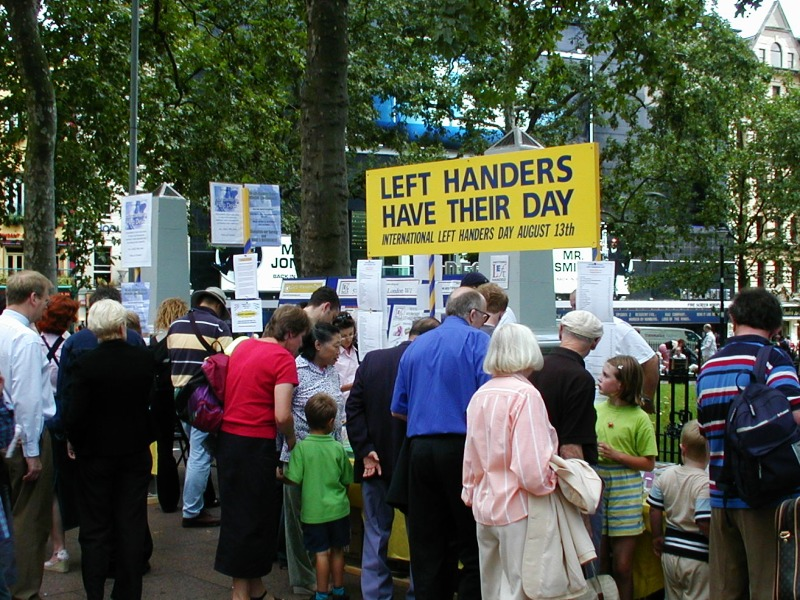
Dag van de linkshandigen in 2002

De dag van de linkshandigen is een internationale dag voor linkshandigheid die sinds 1976 jaarlijks op 13 augustus "gevierd" wordt.
De dag werd in het leven geroepen om de bevolking bewust te maken van de ongemakken die linkshandigen ervaren in een maatschappij die traditioneel op rechtshandigen is ingesteld.